# Nikon El Maestro
Nikon El Maestro (* 3. Juni 1993 in Belgrad, Jugoslawien als Nikon Jevtić, serbisch Никон Јевтић) ist ein serbischer Fußballtrainer und ehemaliger Fußballspieler. Seit der Saison 2018/19 ist er Co-Trainer des bulgarischen Erstligisten ZSKA Sofia.

## Spielerkarriere

### Jugend
El Maestro wurde in Belgrad geboren. Wegen des Krieges in Serbien flüchtete seine Familie nach England, wo er auch aufwuchs. Er spielte zunächst bei West Ham United. Bei einem Probetraining beim Londoner Topklub Arsenal London wurden Scouts auf ihn aufmerksam. Schon früh galt er als Wunderkind, was eine Zeitung dazu veranlasste, ihn „El Maestro“ zu nennen. Diesen Namen übernahmen er und sein zehn Jahre älterer Bruder Nestor, der später als sein Individualtrainer arbeitete, im Jahr 2002.
2001 zogen er und seine Familie aus beruflichen Gründen des Vaters, eines Immobilienmaklers, nach Österreich in die Hauptstadt Wien um. Hier ging El Maestro zum FK Austria Wien. Auch hier konnte er überzeugen, und so waren unter anderen Real Madrid und der FC Barcelona an der Verpflichtung interessiert. Den Zuschlag bekam aber der FC Valencia, da sie sich als einzige Mannschaft bereit erklärten, Nestor mit ins Profi-Trainerteam aufzunehmen.
Als der FC Schalke 04 seinen älteren Bruder Nestor El Maestro als Co-Trainer verpflichtete, ging Nikon mit ihm nach Gelsenkirchen. Als sein Bruder 2008 jedoch mit Cheftrainer Mirko Slomka entlassen wurde, trennten sich die Wege der beiden. Während Nestor zunächst ohne Job blieb, ging Nikon zurück nach Österreich zu seinem alten Verein Austria Wien, wo er in 17 Spielen 10 Tore erzielte.
2009 ging er in die Akademie des FK Austria Wien. In seiner ersten Saison spielte er in der U-17-Mannschaft, dessen Kapitän er war. In 15 Einsätzen gelangen ihm 14 Tore, darunter ein Hattrick beim 5:0 gegen die AKA Hypo Vorarlberg. Aufgrund seiner guten Leistungen spielte El Maestro in jener Saison sogar zweimal für die U-19 und schoss ein Tor. Zur neuen Saison 2010/11 ging er zur U-18 der Akademie, für die El Maestro in 20 Spielen 14 Tore erzielte, darunter ein Hattrick beim 3:3-Unentschieden gegen die U-18 der Rapid-Wien-Akademie.

### Profi
Im Juli 2011 erhielt Nikon El Maestro seinen ersten Profivertrag beim SC Wiener Neustadt. Als Grund für seinen Wechsel gab er an, dass der Verein ihm „trotz durchaus guten Leistungen keinen Profi-Vertrag für das Amateur-Team angeboten“ habe. Beim Niederösterreichischen Klub wurde El Maestro am 22. September 2011 jedoch entlassen. Grund für die Freistellung war ein rassistischer Rap gegenüber der US-amerikanischen Talkmasterin Chelsea Handler, die zuvor das serbische Volk als „Schande“ und „Enttäuschung“ bezeichnet hatte.
So blieb El Maestro knapp dreieinhalb Monate ohne Verein, bis er am 2. Januar 2012 einen Vertrag über zweieinhalb Jahre beim ungarischen Erstligisten Újpest FC unterschrieb. Zunächst debütierte El Maestro am 7. März 2012 für die zweite Mannschaft in der zweiten ungarischen Liga beim 3:1-Sieg gegen Rákospalotai EAC. Hier erzielte er auch sein erstes Tor zum 3: 1-Endstand. Sein Debüt in der ersten Mannschaft feierte er drei Tage später bei der 0:2-Niederlage gegen den Paksi FC, als El Maestro in der 67. Minute für Nikolas Proesmans eingewechselt wurde. Mit der Mannschaft kam er bis ins Halbfinale vom Magyar Kupa, wo man nach zwei Niederlagen gegen den Debreceni Vasutas SC ausschied. Bei Újpest konnte er sich aber nicht als Stammspieler durchsetzen; er stand zwölfmal im Kader, aber absolvierte nur noch eine weitere Partie als Einwechselspieler. Im Sommer wurde sein Vertrag in beiderseitigem Einvernehmen aufgelöst.
Ende August 2012 gab El Maestro seinen Wechsel zum polnischen Erstligisten Korona Kielce bekannt und unterschrieb einen Einjahresvertrag bis Ende Juni 2013. Dort kam er jedoch auch nur in der zweiten Mannschaft zum Einsatz, die in der separaten Nachwuchsliga Młoda Ekstraklasa spielte. Im November 2012 wurde sein Vertrag in beiderseitigem Einvernehmen vorzeitig aufgelöst, ohne dass El Maestro ein einziges Mal im Kader der ersten Mannschaft von Korona Kielce gestanden hatte.
Im Januar 2013 absolvierte er beim ungarischen  Zweitligisten Nyíregyháza Spartacus FC ein Probetraining und unterschrieb dort nach kurzer Zeit einen Vertrag bis zum Saisonende 2012/13. Sein Debüt feierte El Maestro bei der 1:3-Niederlage gegen die zweite Mannschaft von Ferencváros Budapest, als er in der 46. Minute für Milan Davidov eingewechselt wurde. Nach nur vier Einsätzen wurde sein auslaufender Vertrag nicht verlängert.
Am 28. August 2013 wechselte El Maestro zum serbischen Zweitligisten FK Sloga Petrovac na Mlavi. Aufgrund eines Rippenbruchs und einer damit verbundenen dreimonatigen Verletzungspause kam er jedoch zu keinem Einsatz.

### Amateur
In der Winterpause der Saison 2013/14 wechselte er gemeinsam mit seinem Bruder Nestor zum niederösterreichischen Gebietsligisten FK Blau-Weiß Hollabrunn. Der Wechsel kam durch seinen ehemaligen Jugendtrainer und Schwager Christian Rauchhofer, der seit Anfang 2014 den Fußballklub trainiert, zustande, und sollte dazu dienen, ihn wieder ans Profigeschäft heranzuführen. Erstmals zum Einsatz kam El Maestro, der die Rückennummer 10 erhielt, am 14. März 2014 beim 2:2-Unentschieden gegen den bisherigen Tabellenletzten SC Orth/Donau. Trotz seiner acht Tore in zwölf Spielen stieg man am Ende der Saison als Tabellenletzter ab. In der Hinrunde der folgenden Spielzeit gelangen ihm sechs Tore in 13 Spielen.
In der Winterpause der Saison 2014/15 wechselte er zum SV Mitterndorf, wo er die nächsten eineinhalb Jahre spielte und in 46 Ligaspielen 27-mal traf. Nach einem kurzen Intermezzo beim Fünftligisten FC Hellas Kagran, wo er sechsmal auflief und dabei zwei Tore erzielen konnte, beendete er im Oktober 2016 seine Karriere im Alter von 23 Jahren.

## Trainerkarriere
Im Februar 2014 engagierte sich El Maestro als Jugendtrainer beim FC Hellas Kagran; er übernahm die U-11 der Kagraner, die in der Saison 2013/14 in der B-Liga spielte. Im März 2014 übernahm er auch die U-16-Mannschaft des Wiener Stadtteilklubs. Seit der Saison 2014/15 war El Maestro nur noch für die U-16 verantwortlich.
Zur Saison 2015/16 übernahm er die in der WFV-Liga spielenden U-15-Mannschaft des 1. Simmeringer SC, die einen Ruf als Ausbildungsverein im österreichischen Fußball hat. Hier gewann man in der Saison 2016/17 den Meistertitel und den Cup im U16-Jahrgangsbewerb.
Zur Spielzeit 2017/18 folgte er seinem Bruder Nestor als Co-Trainer zum slowakischen Erstligisten FC Spartak Trnava. Sie führten den Verein zur ersten Meisterschaft der Vereinsgeschichte. Im folgenden Jahr heuerten die Brüder beim bulgarischen Rekordmeister ZSKA Sofia an.

## Erfolge als Trainer
1. Simmeringer SC U16
- WFV-Ligameister: 2016/17
- WFV-Jugendcupsieger: 2016/17

FC Spartak Trnava (Co-Trainer)
- Slowakischer Meister: 2017/18

## Sonstiges
El Maestro wurde während seiner Karriere privat unterrichtet und beendete seine Schullaufbahn nach seinem Karriereende 2016 in England mit dem A-Level. Er spricht Englisch, Serbisch, Deutsch, Spanisch, Ungarisch und Slowakisch. Seit 2013 ist er verheiratet und hat zwei Kinder.